# Шат
Шат (фр. Chatte) насеље је и општина у источној Француској у региону Рона-Алпи, у департману Изер која припада префектури Гренобл.
По подацима из 2011. године у општини је живело 2422 становника, а густина насељености је износила 106,18 становника/km². Општина се простире на површини од 22,81 km². Налази се на средњој надморској висини од 280 метара (максималној 443 m, а минималној 164 m).

## Демографија
| 1962. | 1968. | 1975. | 1982. | 1990. | 1999. | 2011. |
| ----- | ----- | ----- | ----- | ----- | ----- | ----- |
| 1.705 | 1.737 | 1.892 | 2.040 | 2.347 | 2.442 | 2.422 |

График промене броја становника у току последњих година